# Gadernheim

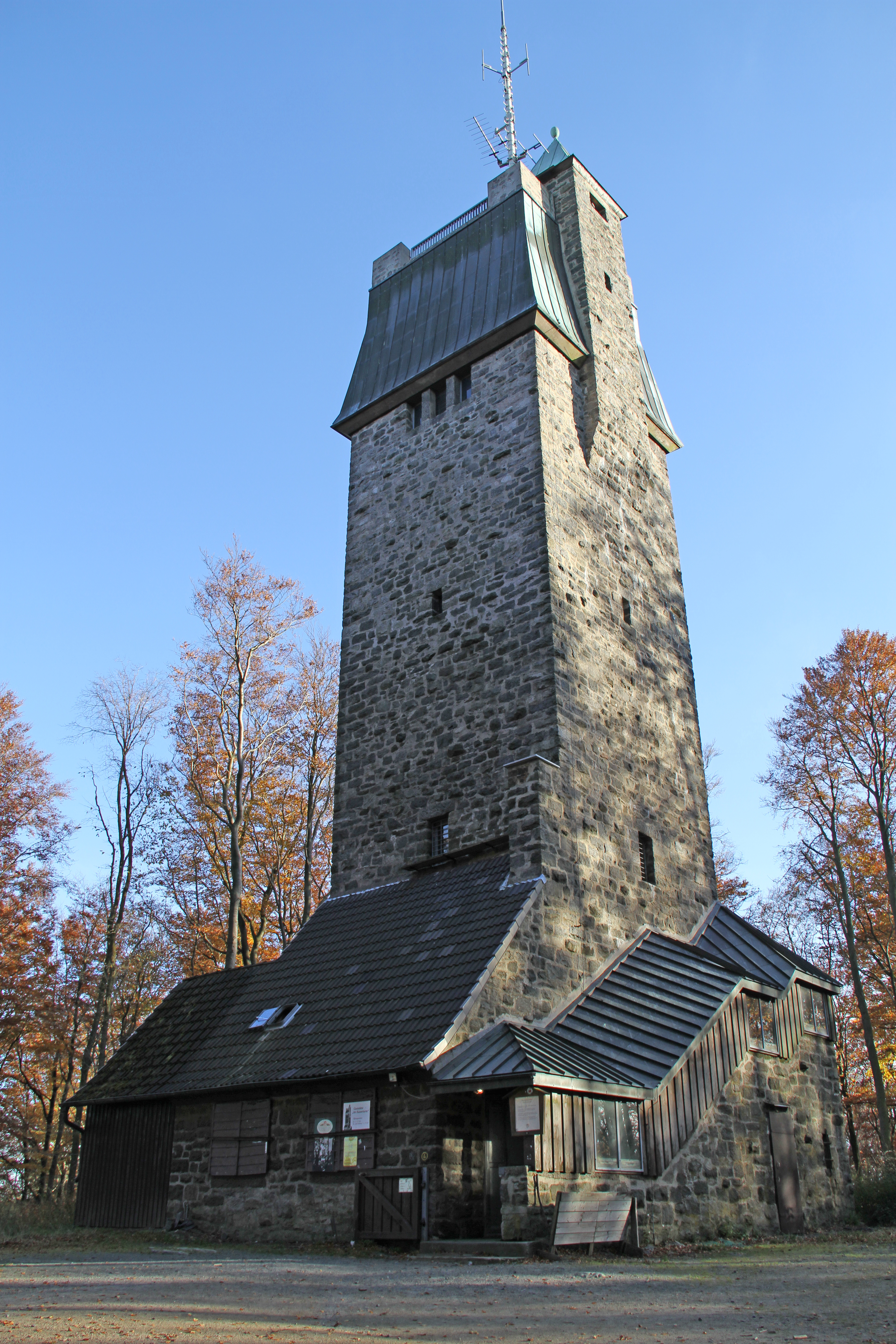
Der Kaiserturm

Gadernheim ist ein Ortsteil der Gemeinde Lautertal (Odenwald) im südhessischen Landkreis Bergstraße.

## Geographie
Gadernheim liegt im Vorderen Odenwald an der oberen Lauter und östlich der Kerngemeinde Reichenbach und ca. 9 km nordöstlich von Bensheim. Das Gebiet des Ortsteils besteht aus der Gemarkung Gadernheim mit einer Fläche von 458 Hektar, davon sind 176 Hektar Wald. Zur Gemarkung gehört im Nordosten das Quelltal der Lauter und die höchste Erhebung im hessischen Odenwald, die 605 Meter hohe bewaldete Neunkircher Höhe mit dem Kaiserturm.
Die nächstgelegenen Ortschaften sind im Westen Lautern, im Norden Brandau, im Nordosten Neunkirchen, im Südosten Kolmbach und im Süden Raidelbach.

## Geschichte

### Von den Anfängen bis zum 18. Jahrhundert
Die erste urkundliche Erwähnung von Gadernheim erfolgte 1367 unter dem Namen Geydenheym, als der Mainzer Erzbischof Gerlach der Frau Metze Swenden für die ihm geliehen 684 fl. alle Gülte in Gadernheim und den zugehörigen Dörfern überließ, die vorher dem Hans von Hirschhorn zustanden.
Die Region des Lautertals war Bestandteil der „Mark Heppenheim“, die Karl der Große zusammen mit Heppenheim am 20. Januar 773 dem Reichskloster Lorsch schenkte. Als nach dem Niedergang des Klosters Kaiser Friedrich II. 1232 die bisherige Reichsabtei Lorsch dem Erzbistum Mainz und dessen Erzbischof Siegfried III. zur Reform überstellte, befand sich das Gebiet des späteren Amtes Schönberg, zu dem auch Gadernheim gehörte, im Besitz der Pfalzgrafen.
Das Dorf entstand als geschlossenes Straßendorf bei doppelseitiger Tallage. Der erste Hinweis auf die Größe von Gadernheim datiert aus dem Jahr 1488, als die Kurpfalz von 32 Huben in den Dörfern Gadernheim, Lautern und Reidelbach „Bede“, „Hubhafer“ und zwei Drittel des großen und kleinen Zehnten bezog. Außerdem übte die Kurpfalz damals in diesen Dörfern „Hauptrecht (Abgabe beim Tod an den Leibherrn), Herdrecht (Abgabe beim Tod an den Grundherrn), Frevel (Geldstrafe und Bußgeld) und Unfälle (Recht auf havarierte Ladung)“  aus.
Die Herrschaft Erbach hatte sich Anfang des 14. Jahrhunderts bereits Gebiete des Vorderen Odenwaldes gesichert, wobei die Burg Schönberg 1339 erstmals als erbachisches Lehen urkundlich genannt wurde. Die Hohe Gerichtsbarkeit über den Ort wurde durch die Zent Heppenheim ausgeübt, deren oberster Richter der 1267 erstmals erwähnte Burggraf auf der Starkenburg (über Heppenheim) war. Die Niedere Gerichtsbarkeit wurde durch die Vogtei in Schönberg ausgeübt. 1488 bilden die drei Dörfer Gadernheim, Lautern und Reidelbach ein Gericht. Aus dem Jahr 1601 ist überliefert, dass die drei Dörfer ein Dorfgericht mit einem Schultheißen hatten und das Haingericht in Reichenbach abgehalten wurde. 1607 wurde zum ersten Mal im neuen Rathaus in Gadernheim durch den Amtmann des Amtes Schönberg Gericht gehalten.
Im Zuge der Bayerischen Fehde wurden im Jahr 1504 die Burg Schönberg und das ganze Tal der Lauter durch Truppen des Landgrafen Wilhelm II. von Hessen verwüstet. Der Landgraf führte als Vollzieher der gegen die Kurpfalz verhängten Reichsacht ein Feldzug gegen die Kurpfalz und deren Verbündete, zu denen auch die Herren von Erbach zählten.
Im 16. Jahrhundert hielt die Reformation auch im Odenwald Einzug. Bis 1544 hatten die 1532 zu Reichsgrafen erhobenen Erbacher für ihre Grafschaft das lutheranische Glaubensbekenntnis eingeführt, und auch die pfälzischen Herrscher sympathisierten offen mit dem lutherischen Glauben, aber erst unter Ottheinrich (Kurfürst von 1556 bis 1559) erfolgte der offizielle Übergang zur lutherischen Lehre. Die Untertanen hatten ihren Herrschern damals auch in Glaubensfragen zu folgen. Kirchlich gehörte Gadernheim vor der Reformation zum Bensheimer Landkapitel und wurde nach der Reformation Teil des Kirchspiels Reichenbach.
Da es im Grenzgebiet zwischen der Kurpfalz und der Grafschaft Erbach mehrere Vorfälle durch die unübersichtliche Gebietszugehörigkeit gab, einigten sich am 4. Juni 1561 der Pfälzer Kurfürst Friedrich III. mit den Brüdern Georg, Eberhard und Valentin von Erbach über einen Gebietstausch. Dadurch kamen die zur Pfälzer Thalzent gehörigen Dörfer Lautern, Gadernheim und Reidelbach, sowie der Anteil an Reichenbach an die Grafschaft Erbach und die erbachischen Dörfer Mittershausen, Mitlechtern, Scheuerberg, Schannenbach, Knoden, Breitenwiesen und Oberlaudenbach an die Pfalz. Gadernheim gehörte nun zum erbachischen Amt Schönberg, blieb aber pfälzisches Lehen.
Nach den Verwüstungen in der Bayerischen Fehde konnte sich das Amt Schönberg bis zum Dreißigjährigen Krieg, der 1618 begann, erholen. Besonders in den letzten Friedensjahren war eine rege Bautätigkeit in Schloss Schönberg und den Dörfern zu verzeichnen.
Spätestens 1622 hatte aber auch das Amt Schönberg unter dem Krieg zu leiden, als von ligistische Truppen das Amt mehrfach überfielen und ausplünderten. Mitte der 1630er Jahre folgte mit dem Schwedisch-Französischen Krieg das blutigste Kapitel des Dreißigjährigen Krieges. Aus der Region berichteten die Chronisten aus jener Zeit: „Pest und Hunger wüten im Land und dezimieren die Bevölkerung, sodass die Dörfer öfters völlig leer stehen“. Als im Jahre 1648 Friede geschlossen wurde, war die Bevölkerung in der Region auf ein Viertel geschrumpft, etliche Dörfer waren über Jahre menschenleer. Nach kurzer Friedenszeit folgten die französischen Reunionskriege, die für die Region neue Heimsuchungen brachten. Im Herbst 1696 wurde im Pfälzischen Erbfolgekrieg das Schloss Schönberg überfallen. Erst mit dem Frieden von Rijswijk, 1697, zogen sich die Franzosen hinter den Rhein zurück.
Im Jahr 1717 kam es zur Teilung des Erbacher Grafenhauses und Schloss Schönberg wurde Sitz der jüngeren Linie Erbach-Schönberg unter Graf Georg August zu Erbach-Schönberg. Dieser erhielt die Ämter Schönberg und König und der Hälfte der Herrschaft Breuberg. Die Linie Erbach-Schönberg machte die Burg zu ihrem Wohnsitz, wodurch sie ihren heutigen Schlosscharakter erhielt.

### Vom 19. Jahrhundert bis heute
Am 14. August 1806 erhob Napoleon die Landgrafschaft Hessen-Darmstadt zum Großherzogtum. Die Grafschaft Erbach wurde mediatisiert und zum größten Teil in das Großherzogtum eingegliedert. Dazu gehörte auch das „Amt Schönberg“, das vorerst als standesherrschaftliches Amt erhalten blieb. Auf dem Wiener Kongress 1814/15 wurde die Zugehörigkeit der einstigen Grafschaft Erbach zum „Fürstentum Starkenburg“ des Großherzogtums Hessen bestätigt. Daraufhin wurden 1816 im Großherzogtum Provinzen gebildet und dabei das vorher als „Fürstentum Starkenburg“ bezeichnete Gebiet in „Provinz Starkenburg“ umbenannt.
1821/22 wurden im Rahmen einer umfassenden Verwaltungsreform die Amtsvogteien in den Provinzen Starkenburg und Oberhessen des Großherzogtums aufgelöst und Landratsbezirke eingeführt, wobei 1822 das Amt Schönberg dem Landratsbezirk Lindenfels zugeteilt wurde. Im Rahmen dieser Reform wurden auch Landgerichte geschaffen, die jetzt unabhängig von der Verwaltung waren. Die Landgerichtsbezirke entsprachen in ihrem Umfang den Landratsbezirken und für den Landratsbezirk Lindenfels war das Landgericht Fürth als Gericht erster Instanz zuständig. Für das Amt Schönberg wurde die Niedere Gerichtsbarkeit im Namen der Standesherren durch den Landrat ausgeübt. Erst 1826 gingen alle Funktionen des ehemaligen standesherrschaftlichen Amts Schönberg an die Landesinstitutionen über. Diese Reform ordnete auch die Administrative Verwaltung auf Gemeindeebene. So war die Bürgermeisterei in Gadernheim auch für Lautern und Raidelbach zuständig.
Die Statistisch-topographisch-historische Beschreibung des Großherzogthums Hessen berichtet 1829 über Gadernheim:

„Gadernheim (L. Bez. Lindenfels) luth. Filialdorf: liegt in einer äußerst romantischen Gegend 1 St. von Lindenfels und gehört dem Grafen von Erbach-Schönberg. Der Ort hat 72 Häuser und 595 Enw. die bis auf 1 Kath. und 4 Reform. lutherisch sind, 2 Mahl-, 1 Oel- und 1 Schneidmühle. Jährlich werden 4 Märkte hier gehalten. – Eine Urkunde von 805 erwähnt eines Gadera, das wohl das gegenwärtige seyn mag. Im Jahr 1561 kam der Ort an das Haus Erbach. Eine eingemauerte Inschrift in der Kirche enthält das Verzeichniß des Heppenheimer Kirchsprengels. Unter Hess. Hoheit kam Gadernheim 1806.“

1832 wurden die Verwaltungseinheiten weiter vergrößert und es wurden Kreise geschaffen. Nach der am 20. August 1832 bekanntgegebenen Neugliederung sollte es in Süd-Starkenburg künftig nur noch die Kreise Bensheim und Lindenfels geben; der Landratsbezirk von Heppenheim sollte in den Kreis Bensheim fallen. Noch vor dem Inkrafttreten der Verordnung zum 15. Oktober 1832 wurde diese aber dahingehend revidiert, dass statt des Kreises Lindenfels neben dem Kreis Bensheim, der Kreis Heppenheim als zweiter Kreis gebildet wurde, zu dem jetzt Gadernheim gehörte. Mit der Grossherzoglichen Regierungsverordnung Nr. 37 vom 31. Dezember 1839 wurde mit Wirkung zum 15. Januar 1840 Gadernheim dem Kreis Bensheim zugeteilt.
Ab 1839 wurde die Nibelungenstraße von Bensheim ins Lautertal bis Lindenfels ausgebaut und damit ein wichtiger Betrag zur Verbesserung der Infrastruktur des vorderen Odenwaldes geschaffen. Eine weitere Verbesserung wurde durch die Eröffnung der Main-Neckar-Bahn 1846 erreicht, die Bensheim zunächst mit Langen, Darmstadt und Heppenheim verband und wenig später bis Frankfurt, Heidelberg und Mannheim reichte.
Im Neuestes und gründlichstes alphabetisches Lexicon der sämmtlichen Ortschaften der deutschen Bundesstaaten von 1845 finden sich folgender Eintrag:

„Gadernheim bei Lindenfels. – Dorf, zur evangel. Pfarrei Reichenbach, resp. kathol. Pfarrei Lindenfels gehörig. – 72 H. 595 E. – Großherzogthum Hessen. – Provinz Starkenburg. – Kreis Bensheim. – Landgericht Zwingenberg. – Hofgericht Darmstadt. – Das Dorf Gadernheim, in einer äußerst romantischen Gegend gelegen, gehört dem Grafen von Erbach-Schönberg. Der Ort hat 2 Mahl-. 1 Oel- und 1 Schneidemühle, und hält 4 Märkte. Im J. 1806 ist der Ort unter hessische Hoheit gekommen.“

Am 31. Juli 1848 wurden die Kreise und die Landratsbezirke des Großherzogtums abgeschafft und durch „Regierungsbezirke“ ersetzt, wobei die bisherigen Kreise Bensheim und Heppenheim zum Regierungsbezirk Heppenheim vereinigt wurden. Bereits vier Jahre später, im Laufe der Reaktionsära, kehrte man aber zur Einteilung in Kreise zurück und Gadernheim wurde wieder Teil des Kreises Bensheim.
Die im Dezember 1852 aufgenommenen Bevölkerungs- und Katasterlisten ergaben für Gadernheim: Lutherisches Filialdorf mit 726 Einwohnern. Die Gemarkung bestand aus 1819 Morgen, davon 676 Morgen Ackerland, 361 Morgen Wiesen und 724 Morgen Wald. Dazu gehörte eine Ziegelei.
In den Statistiken des Großherzogtums Hessen werden, bezogen auf Dezember 1867, für den Marktflecken Gadernheim mit eigener Bürgermeisterei, 113 Häuser, 710 Einwohnern, der Kreis Bensheim, das Landgericht Zwingenberg, die evangelische Pfarrei Reichenbach mit dem Dekanat in Lindenfels und die katholische Pfarrei Lindenfels des Dekanats Heppenheim, angegeben. Das zuständige Steuerkommissariat war Zwingenberg der Destriktseinnehmerei Bensheim und Obereinnehmerei Bensheim. Die Dominalienverwaltung bestand aus dem Rentamt Lindenfels, dem Forstamt Jugenheim mit der Oberförsterei Ernsthofen.
1913 erhielt Gadernheim eine eigene evangelische Kirche und vollendete damit die Bestrebungen zur Eigenständigkeit. Schon früh hatte es im Lautertal Anstrengungen gegeben, sich von dem Kirchspiel Bensheim unabhängig zu machen, und so wurde 1850 das Kirchspiel Reichenbach mit den Filialorten Elmshausen, Lautern, Knoden, Breitenwiesen, Raidelbach und Gadernheim gebildet. Gegen Ende des 19. Jahrhunderts stieg die Bevölkerungszahl schnell an und somit auch die Zahl der evangelischen Christen, sodass es nahe lag, dass auch Gadernheim sich kirchlich selbständig machte. Schon 1909 beauftragte der Kirchenvorstand den Bensheimer Architekten Professor Heinrich Metzendorf mit der Planung der Kirche, aber erst 1912 konnte man sich über einen endgültigen Entwurf einigen, was die Baukosten von ursprünglich 34.000 auf 37.000 Reichsmark in die Höhe trieb. Am 1. September 1912 erfolgte die Grundsteinlegung und am 21. September 1913 wurde die Einweihung gefeiert. Beide Ereignisse wurden von Festumzügen begleitet und zur Einweihung wurden zwei Postkarten und eine Festschrift gedruckt.
Die hessischen Provinzen Starkenburg, Rheinhessen und Oberhessen wurden 1937 nach der 1936 erfolgten Auflösung der Provinzial- und Kreistage aufgehoben. Zum 1. November 1938 trat eine umfassende Gebietsreform auf Kreisebene in Kraft. In der ehemaligen Provinz Starkenburg war der Kreis Bensheim besonders betroffen, da er aufgelöst und zum größten Teil dem Kreis Heppenheim zugeschlagen wurde. Der Kreis Heppenheim übernahm auch die Rechtsnachfolge des Kreises Bensheim und erhielt den neuen Namen Landkreis Bergstraße.
Gegen Ende des Zweiten Weltkriegs kam es auch in Gadernheim zu Kampfhandlungen. Der Wehrmachts-Ortskommandant von Gadernheim hatte im Ort Straßensperren errichten und Kellerfenster für ein besseres Schussfeld ausbrechen lassen. Außerdem hatte sich eine aus etwa 25 Mann bestehender Panzerabwehrtrupp im Ort einquartiert. Am 27. März wurden in Gadernheim zwei Verpflegungslager der Wehrmacht mit Lebensmitteln, Kaffee, Zigaretten und alkoholischen Getränken für die Zivilbevölkerung freigegeben. Während diese versuchte, sich damit für die kommende Zeit einzudecken, setzte amerikanisches Artilleriefeuer auf Gadernheim ein. Auslöser dafür war der Abschuss eines amerikanischen gepanzerten Fahrzeugs durch deutsche Soldaten auf der Straße von Lautern nach Gadernheim. Daraufhin brachten amerikanischen Einheiten am Sportplatz in Reichenbach Geschütze in Stellung und feuerten auf Gadernheim. Bei dem Beschuss wurden neun Zivilisten und drei deutsche Soldaten getötet und etliche Häuser zerstört. Gegen ein Uhr nachts zog sich der Panzerabwehrtrupp zurück, sodass der Einmarsch der Amerikaner am nächsten Morgen ohne weiteres Blutvergießen ablief.
Wie die Einwohnerzahlen von 1939 bis 1950 zeigen, nahm auch Gadernheim nach dem Krieg viele Flüchtlinge und Vertriebene aus den ehemaligen deutschen Ostgebieten auf.
Im Jahr 1961 wurde die Gemarkungsgröße mit 554 ha angegeben, davon waren 176 ha Wald.
Im Zuge der Gebietsreform in Hessen wurden am 31. Dezember 1970 die Gemeinden Raidelbach und Kolmbach auf freiwilliger Basis nach Gadernheim eingemeindet. Genau ein Jahr später wurde der Verbund dieser drei Orte wieder aufgelöst. Gadernheim wurde mit Raidelbach zur Gründungsgemeinde der Gemeinde Lautertal, in der sie am 31. Dezember 1971 aufging, während Kolmbach zu Lindenfels kam. Für die Ortsteile Gadernheim und Raidelbach wurde je ein Ortsbezirk nach der Hessischen Gemeindeordnung eingerichtet.

### Verwaltungsgeschichte im Überblick
Die folgende Liste zeigt die Staaten und Verwaltungseinheiten, denen Gadernheim angehört(e):
- vor 1561: Heiliges Römisches Reich, Kurpfalz, Amt Lindenfels, Thal-Zent
- ab 1561: Heiliges Römisches Reich, Grafschaft Erbach,[Anm. 2] Amt Schönberg
- ab 1717: Heiliges Römisches Reich, Grafschaft Erbach-Schönberg (Anteil an der Grafschaft Erbach), Amt Schönberg
- ab 1806: Großherzogtum Hessen (Souveränitätslande),[Anm. 3] Fürstentum Starkenburg, Amt Schönberg (zur Standesherrschaft Erbach gehörig)
- ab 1815: Großherzogtum Hessen (Souveränitätslande), Provinz Starkenburg, Amt Schönberg (zur Standesherrschaft Erbach gehörig)
- ab 1821: Großherzogtum Hessen, Provinz Starkenburg, Landratsbezirk Lindenfels[Anm. 4]
- ab 1832: Großherzogtum Hessen, Provinz Starkenburg, Kreis Heppenheim
- ab 1840: Großherzogtum Hessen, Provinz Starkenburg, Kreis Bensheim
- ab 1848: Großherzogtum Hessen, Regierungsbezirk Heppenheim
- ab 1852: Großherzogtum Hessen, Provinz Starkenburg, Kreis Bensheim
- ab 1871: Deutsches Reich, Großherzogtum Hessen, Provinz Starkenburg, Kreis Bensheim
- ab 1918: Deutsches Reich, Volksstaat Hessen,[Anm. 5] Provinz Starkenburg, Kreis Bensheim
- ab 1938: Deutsches Reich, Volksstaat Hessen, Landkreis Bergstraße[25][Anm. 6]
- ab 1945: Deutsches Reich, Amerikanische Besatzungszone,[Anm. 7] Groß-Hessen, Regierungsbezirk Darmstadt, Landkreis Bergstraße
- ab 1946: Deutsches Reich, Amerikanische Besatzungszone, Hessen, Regierungsbezirk Darmstadt, Landkreis Bergstraße
- ab 1949: Bundesrepublik Deutschland, Hessen, Regierungsbezirk Darmstadt, Landkreis Bergstraße
- ab 1972: Bundesrepublik Deutschland, Hessen, Regierungsbezirk Darmstadt, Landkreis Bergstraße, Gemeinde Lautertal

### Gerichte in Hessen
Die erstinstanzliche Gerichtsbarkeit lag während der Zugehörigkeit zum Großherzogtum Hessen bis 1822 beim standesherrlichen Amt Schönberg. 1822 kam es zu einer Übereinkunft zwischen dem Großherzogtum und dem Grafen von Erbach-Schönberg. Die Aufgaben der Verwaltung und der Rechtsprechung wurden getrennt. Die Verwaltung kam zum Landratsbezirk Lindenfels, für die  Rechtsprechung wurde das Landgericht Schönberg eingerichtet. Diese relativ kleine Einheit hatte aber nur kurz Bestand und wurde 1826 dem Bezirk des Landgerichts Fürth zugewiesen. Bereits 1839 wechselte die Zuständigkeit für Gadernheim erneut: Gerichtlich kam es zum Landgericht Zwingenberg, verwaltungsrechtlich zum Kreis Bensheim.
Anlässlich der Einführung des Gerichtsverfassungsgesetzes mit Wirkung vom 1. Oktober 1879 wurden die bisherigen großherzoglichen Landgerichte durch Amtsgerichte an gleicher Stelle ersetzt, während die neu geschaffenen Landgerichte als Obergerichte fungierten. Erstinstanzlich zuständig war nun das Amtsgericht Zwingenberg im Bezirk des Landgerichts Darmstadt.
Am 1. Mai 1902 wurde das Amtsgericht Bensheim neu errichtet und die Orte Bensheim, Elmshausen, Gadernheim, Gronau, Lautern, Raidelbach, Reichenbach, Schönberg, Wilmshausen und Zell bildeten den neuen Gerichtsbezirk.

## Bevölkerung

### Einwohnerstruktur 2011
Nach den Erhebungen des Zensus 2011 lebten am Stichtag dem 9. Mai 2011 in Gadernheim 1485 Einwohner. Darunter waren 57 (3,8 %) Ausländer. Nach dem Lebensalter waren 237 Einwohner unter 18 Jahren, 555 zwischen 18 und 49, 351 zwischen 50 und 64 und 342 Einwohner waren älter. Die Einwohner lebten in 609 Haushalten. Davon waren 147 Singlehaushalte, 171 Paare ohne Kinder und 219 Paare mit Kindern, sowie 66 Alleinerziehende und 9 Wohngemeinschaften. In 129 Haushalten lebten ausschließlich Senioren und in 367 Haushaltungen lebten keine Senioren.

### Einwohnerentwicklung
| Gadernheim: Einwohnerzahlen von 1829 bis 2011 | Gadernheim: Einwohnerzahlen von 1829 bis 2011 | Gadernheim: Einwohnerzahlen von 1829 bis 2011 | Gadernheim: Einwohnerzahlen von 1829 bis 2011 | Gadernheim: Einwohnerzahlen von 1829 bis 2011 |
| --- | --------------------------------------------- | --------------------------------------------- | --------------------------------------------- | --------------------------------------------- |
| Jahr |                                               |                                               |                                               | Einwohner                                     |
| 1829 | 1829                                          |                                               | 595                                           | 595                                           |
| 1834 | 1834                                          |                                               | 590                                           | 590                                           |
| 1840 | 1840                                          |                                               | 692                                           | 692                                           |
| 1846 | 1846                                          |                                               | 742                                           | 742                                           |
| 1852 | 1852                                          |                                               | 731                                           | 731                                           |
| 1858 | 1858                                          |                                               | 705                                           | 705                                           |
| 1864 | 1864                                          |                                               | 708                                           | 708                                           |
| 1871 | 1871                                          |                                               | 739                                           | 739                                           |
| 1875 | 1875                                          |                                               | 794                                           | 794                                           |
| 1885 | 1885                                          |                                               | 842                                           | 842                                           |
| 1895 | 1895                                          |                                               | 911                                           | 911                                           |
| 1905 | 1905                                          |                                               | 1.047                                         | 1.047                                         |
| 1910 | 1910                                          |                                               | 1.050                                         | 1.050                                         |
| 1925 | 1925                                          |                                               | 907                                           | 907                                           |
| 1939 | 1939                                          |                                               | 952                                           | 952                                           |
| 1946 | 1946                                          |                                               | 1.240                                         | 1.240                                         |
| 1950 | 1950                                          |                                               | 1.217                                         | 1.217                                         |
| 1956 | 1956                                          |                                               | 1.132                                         | 1.132                                         |
| 1961 | 1961                                          |                                               | 1.213                                         | 1.213                                         |
| 1967 | 1967                                          |                                               | 1.329                                         | 1.329                                         |
| 1970 | 1970                                          |                                               | 1.366                                         | 1.366                                         |
| 1980 | 1980                                          |                                               | ?                                             | ?                                             |
| 1990 | 1990                                          |                                               | ?                                             | ?                                             |
| 2000 | 2000                                          |                                               | ?                                             | ?                                             |
| 2011 | 2011                                          |                                               | 1.485                                         | 1.485                                         |
| Datenquelle: Historisches Gemeindeverzeichnis für Hessen: Die Bevölkerung der Gemeinden 1834 bis 1967. Wiesbaden: Hessisches Statistisches Landesamt, 1968. Weitere Quellen: LAGIS; Zensus 2011 |                                               |                                               |                                               |                                               |

### Historische Religionszugehörigkeit
| • 1829: | 590 evangelisch-lutherische (= 99,16 %), 4 evangelisch-reformierte (= 0,67 %), ein katholischer (= 0,17 %) Einwohner |
| • 1961: | 999 evangelische (= 82,36 %), 174 katholische (= 14,34 %) Einwohner                                                  |

## Politik

### Ortsbeirat
Für Gadernheim besteht ein Ortsbezirk (Gebiete der ehemaligen Gemeinde Gadernheim) mit Ortsbeirat und Ortsvorsteher nach Maßgabe der §§ 81 und 82 HGO und des Kommunalwahlgesetzes in der jeweils gültigen Fassung. Der Ortsbeirat besteht aus sieben Mitgliedern. Bei den Kommunalwahlen in Hessen 2021 betrug die Wahlbeteiligung zum Ortsbeirat Gadernheim 57,71 %. Es wurden gewählt: ein Mitglied der SPD und je zwei Mitglieder der CDU und des Bündnis 90/Die Grünen. Der Ortsbeirat wählte Hans-Jürgen Ramge (SPD) zum Ortsvorsteher.

### Wappen
Im April 1951 wurde der Gemeinde Gadernheim durch das Hessische Staatsministerium das Recht zur Führung eines Wappens verliehen.

## Kultur
Gadernheim war Finalist bei der Endausscheidung Dolles Dorf 2011.

## Verkehr
Durch das Tal der Lauter und damit durch Gadernheim verläuft die als Nibelungenstraße bekannte Bundesstraße 47. Sie führt von Worms und Bensheim im Westen nach Lindenfels und Michelstadt im Osten. In der Ortslage zweigt nach Brandau die Landesstraße L 3099 von der B 47 ab und nach Raidelbach die Kreisstraße K 210. Südlich von Gadernheim zweigt die K 55 ab und führt über Breitenwiesen und Knoden nach Schannenbach nach Süden. Nach Neunkirchen führt eine Forststraße, die als Weinweg bekannt ist.